# 호지스 스타디움
호지스 스타디움(Hodges Stadium)은 미국의 축구 전용 경기장이다. 플로리다주 잭슨빌에 위치하고 있으며 NASL 잭슨빌 아마다 FC의 홈경기장이다.